# Okhotny Riad (métro de Moscou)
Okhotny Riad (en russe : Охо́тный Ряд et en anglais : Okhotny Ryad), est une station de la ligne Sokolnitcheskaïa (ligne 1 rouge) du métro de Moscou, située, près du Kremlin, sur le territoire de l'arrondissement Tverskoï dans le district administratif central de Moscou.
Okhotny Riad est située sous ce qui était, il y a longtemps, les marécages de la rivière Neglinnaïa. Plus tard deux églises anciennes trônèrent sur le site, et l'on dut procéder à l'excavation de leurs cimetières pour pouvoir construire la station.

## Situation sur le réseau
Établie en souterrain, à 15 mètres sous le niveau du sol, la station Okhotny Riad est située au point 02+18,5 de la ligne Sokolnitcheskaïa (ligne 1 rouge), entre les stations Loubianka (en direction de Boulvar Rokossovskovo) et Biblioteka imeni Lenina (en direction de Salarievo).

## Histoire

### Difficultés liées à la construction
La construction d'Okhotny Riad présenta de nombreux défis aux ingénieurs. La tâche de coincer une station de métro dans l'étroit espace séparant deux bâtiments importants (l'Hôtel Moskva récemment démoli et ce qui est maintenant la Douma), à une profondeur de seulement 8 mètres, sans pour autant causer des dommages à leurs fondations fut compliquée ensuite par les conditions du sol dans cette partie de la ville, notamment nombre de canaux aquatiques souterrains. La station fut construite par une méthode dite "allemande", consistant à construire les murs sur la terre ferme avant de les descendre sur le site de construction. Ceci aida la station à se rattacher aux fondations des bâtiments alentour, pendant la construction de la voûte et des pylônes de la station.
À l'origine, la station était censée être d'un design à deux voûtes, similaire à beaucoup de stations du métro de Londres, mais Lazare Kaganovitch, alors responsable du projet du métro de Moscou, insista pour que la station soit à trois voûtes, après même que la construction de 20 mètres de tunnels était déjà entamée. La construction fut nettement entravée par une inondation due à l'accumulation d'eau de pluie, qui traversa la voûte avant que celle-ci fût totalement sécurisée. Bien que personne n'eût été blessé lors de ce désastre, la construction dut être interrompue pendant la réparation des dégâts.

### Architecture
La station ouvrit le 15 mai 1935, comme le reste de la première ligne de métro moscovite. Les architectes Youri Revkovski, N. Borov, et G. Zamskoï utilisèrent du marbre d'Italie couleur argent pour la finition des pylônes, seul matériau étranger répertorié comme ayant servi à la construction du métro. Les murs furent couverts de carreaux de céramique. La finition de la station, qui représenta l'installation de plus de 3000 mètres carrés de marbre, 20000 de plâtre, de milliers de mètres carrés de carreaux, ainsi que de l'éclairage et des décorations, prit seulement deux semaines.

### Changements
Quand la construction de la station Teatralnaïa fut terminée, en 1944, elle fut connectée à Okhotny Riad via de nouveaux escalators au centre de la plate-forme, ce qui nécessita le retrait des éclairages au sol, qui furent remplacés par des plafonniers sphériques. Un deuxième corridor de correspondance fut ouvert en 1974 pour éviter les embouteillages aux heures de pointe. En 2004, Okhotny Riad fut rénovée en grande partie, ce qui consista notamment en le remplacement des lumières sphériques et la repeinte du plâtre beige en blanc.
La station est accessible par deux entrées, situées à chaque extrémité de la station. L'entrée la plus au sud était située au rez-de-chaussée de l'Hôtel Moskva et celle du nord, qui dessert aussi Teatralnaïa, est construite dans un bâtiment situé au coin nord-est de l'intersection entre les avenues Tverskaïa et Okhotny Riad. La façade de ce bâtiment fut redessinée par Dmitri Tchetchouline, et incorporait initialement des sculptures d'athlètes dont les modèles étaient des artistes du Cirque Nikouline de Moscou.

### Renommages
Okhotny Riad a été renommée plus souvent que n'importe quelle autre station du métro moscovite. Initialement prévue sous le nom de Okhotnyryadskaïa, elle fut finalement appelée Okhotny Riad. Durant la courte période séparant le 25 novembre 1955 et 1957, elle fut renommée Imeni Kaganovitcha, en honneur à Lazare Kaganovitch, avant que son nom ne soit restauré. Le nom de la station changea de nouveau le 30 novembre 1961 en Prospekt Marksa (un portrait en mosaïque de Karl Marx est d'ailleurs toujours visible dans la station). Finalement, le 5 juin 1990, le nom d'origine fut de nouveau affecté à la station.

## Services aux voyageurs

### Intermodalité
Okhotny Riad est liée à Teatralnaïa sur la ligne Zamoskvoretskaïa. Les passagers peuvent aussi emprunter la ligne Arbatsko-Pokrovskaïa, à la station Plochtchad Revolyoutsii, en passant par Teatralnaïa (cette station n'est pas reliée directement à Okhotny Riad). Tous les jours en moyenne, 42 110 passagers entrent dans la station par l'extérieur et 241 000 par Teatralnaïa.